# Sam Underhill
Samuel Gregory Underhill (Dayton, 21 luglio 1996) è un rugbista a 15 britannico, internazionale per l'Inghilterra, che gioca come terza linea ala nel Bath in English Premiership.

## Biografia
Nato negli Stati Uniti, Underhill fu cresciuto in Inghilterra, precisamente a Lonlevens, un quartiere di Gloucester. Si formò come rugbista proprio nel settore giovanile della squadra della città inglese e con essa debuttò, a soli diciassette anni, in una partita della Coppa Anglo-Gallese 2013-2014. La stagione successiva esordì anche nell'English Premiership, ma queste due partite rimasero le uniche giocate nella prima squadra del Gloucester. Nel 2015, infatti, decise di trasferirsi in Galles con la motivazione principale di studiare economia presso l'Università di Swansea. Inizialmente si aggregò al club semiprofessionistico del Bridgend partecipante alla Welsh Premier Division, ma le sue prestazioni attirarono ben presto l'attenzione dello staff tecnico della locale franchigia degli Ospreys, che decise di includerlo in rosa. Nella squadra gallese trascorse due anni, durante i quali ebbe la soddisfazione personale di giocare come titolare la semifinale del Pro12 2016-2017 persa contro Munster. Successivamente, nel gennaio 2017, annunciò il suo trasferimento al Bath con cui firmò un contratto triennale a partire dalla stagione 2017-2018.
A livello internazionale, Underhill fu capitano della nazionale inglese under-18, ma il suo trasferimento in Galles lo escluse dai possibili convocati per la selezione under-20. Nel maggio 2017, appena ritornato in Inghilterra e quindi convocabile, fu schierato dal ct Eddie Jones nella squadra inglese che affrontò i Barbarians in una partita non valida come cap internazionale. Ottenne, però, poco dopo la sua prima presenza ufficiale con la maglia dell'Inghilterra nell'ultimo incontro con l'Argentina del tour estivo 2017. Successivamente scese in campo anche in due dei test-match autunnali dello stesso anno. Dopo aver disputato tre partite del Sei Nazioni 2018, fu presente anche nelle amichevoli di novembre. Nonostante un infortunio alla caviglia lo avesse tenuto lontano dai campi da gioco per tutta la prima parte del 2019, Jones decise comunque di inserirlo nella squadra inglese scelta per disputare la Coppa del Mondo di rugby 2019.

## Palmarès
- Challenge Cup: 1
Bath: 2024-25